# Karács
Karács románul: Căraci, település Romániában, Erdélyben, Hunyad megyében.

## Fekvése
Körösbányától délre fekvő település.

## Története
Karács egykor Zaránd vármegyéhez tartozott. Nevét először 1439-ben, majd 1441-ben említették az oklevelekben Karachafalva néven. 1525-ben Karach néven írták és ekkor Világos várhoz tartozott. 1445-ben Katrachfalva, 1525-ben Karach, 1733-ban Karacs, 1760–1762 között Keráts, 1808-ban és 1813-ban Karács néven írták.
A trianoni békeszerződés előtt Hunyad vármegye Körösbányai járásához tartozott.
1910-ben 272 lakosából 266 román, 6 magyar volt. Ebből 266 görögkeleti ortodox, 5 izraelita volt.

## Látnivalók
Szent Miklós tiszteletére szentelt 18. századi ortodox fatemploma a romániai műemlékek jegyzékében a HD-II-m-A-03285 sorszámon szerepel.

## Galéria

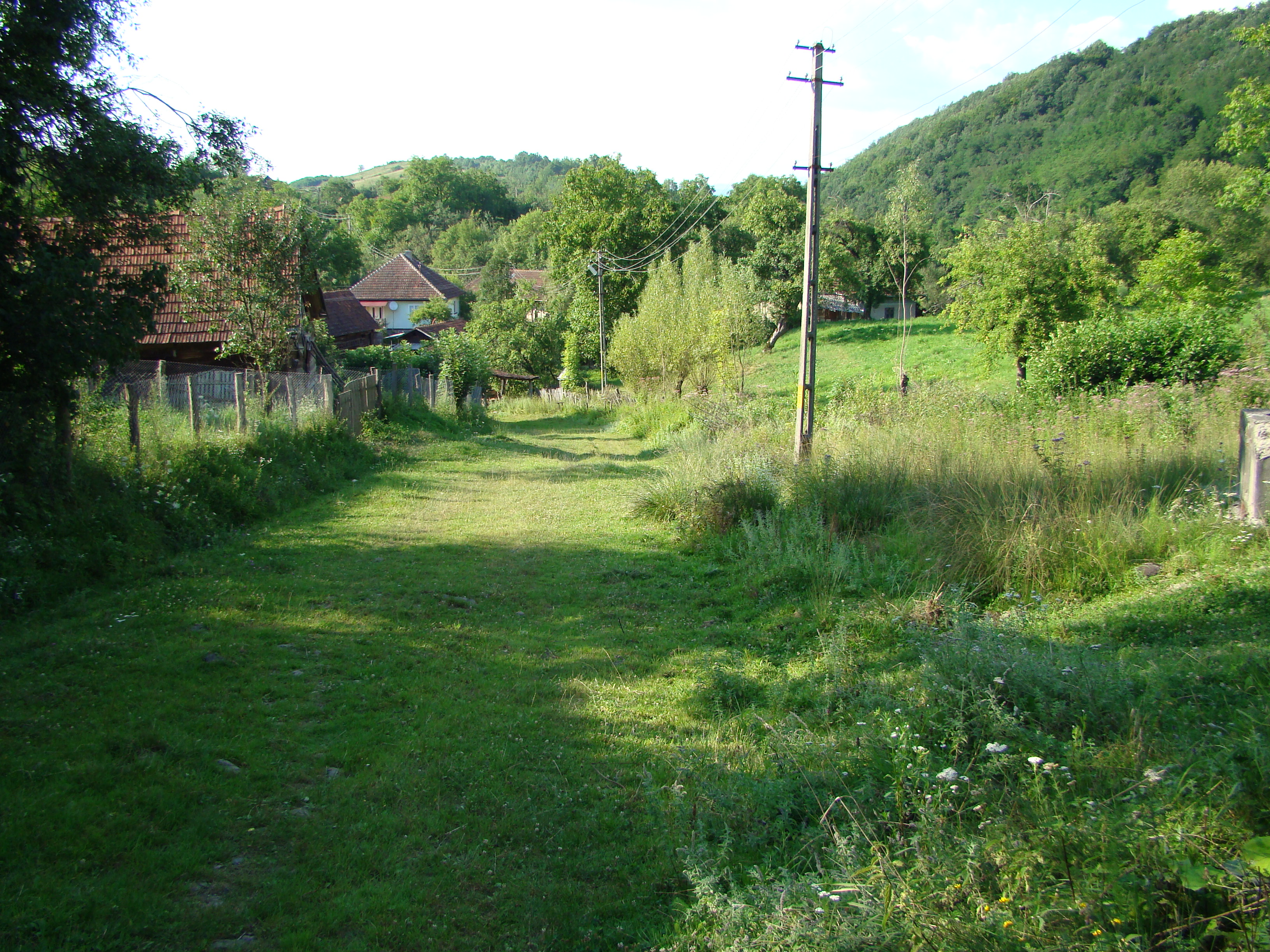
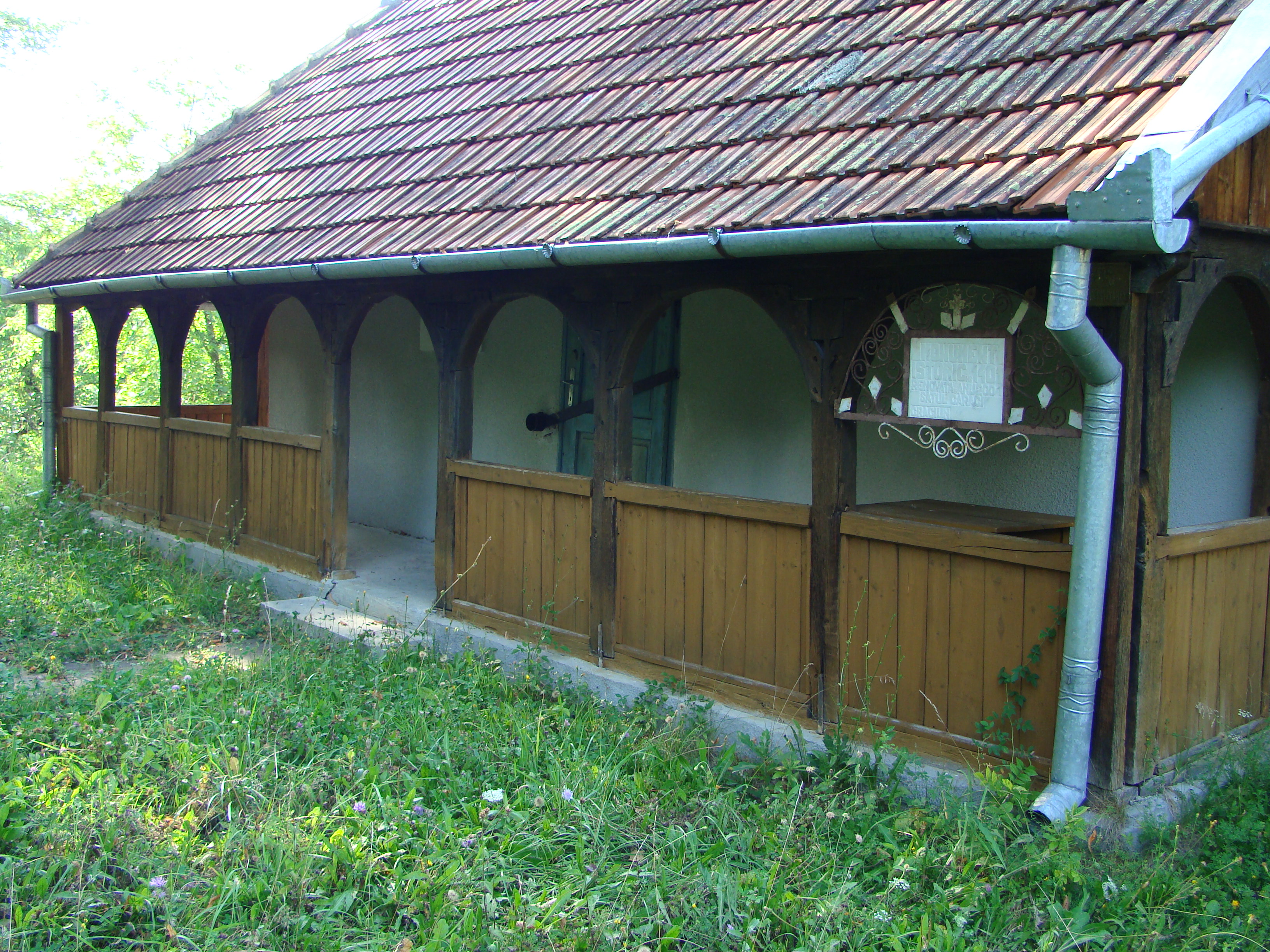
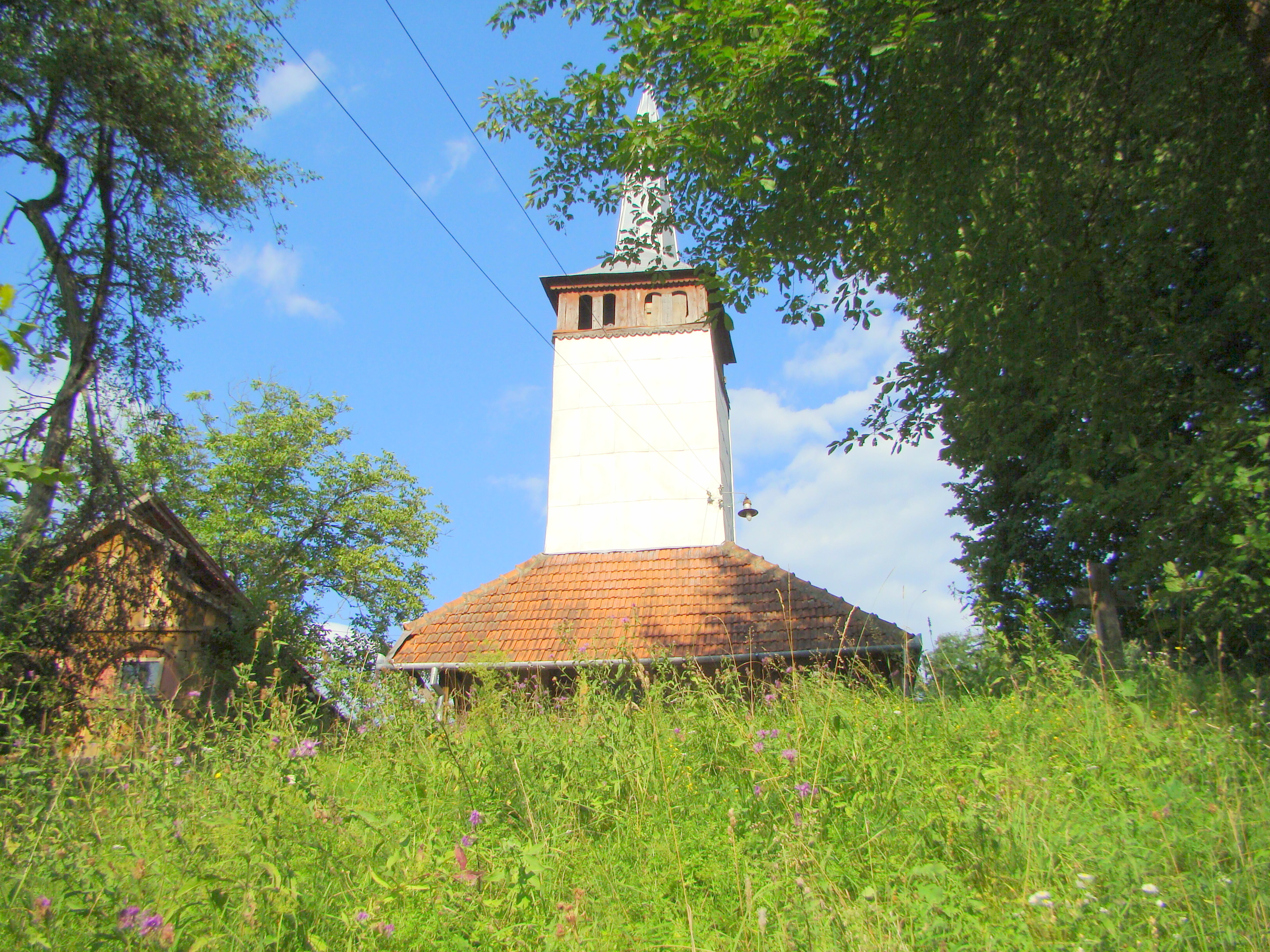
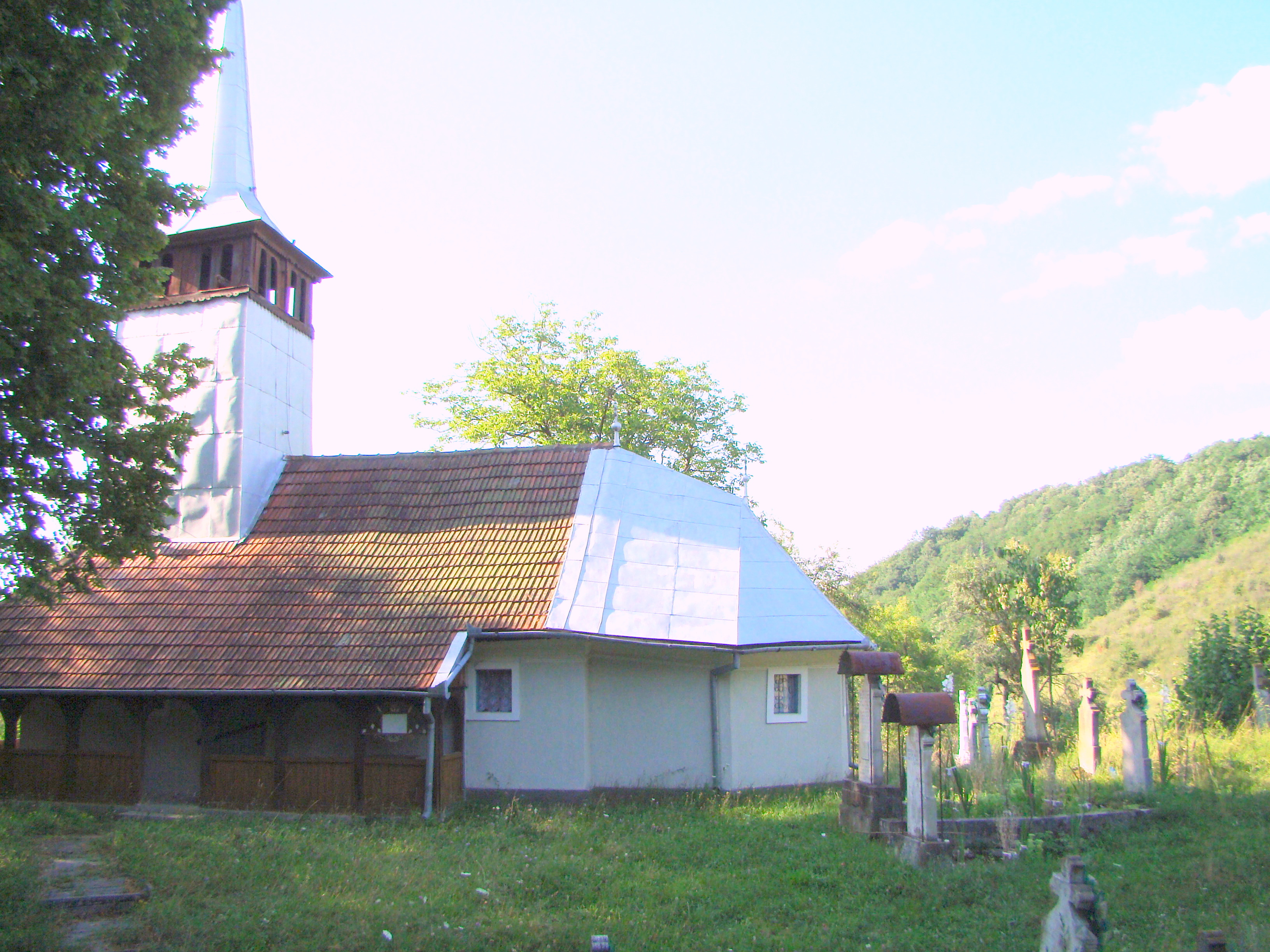
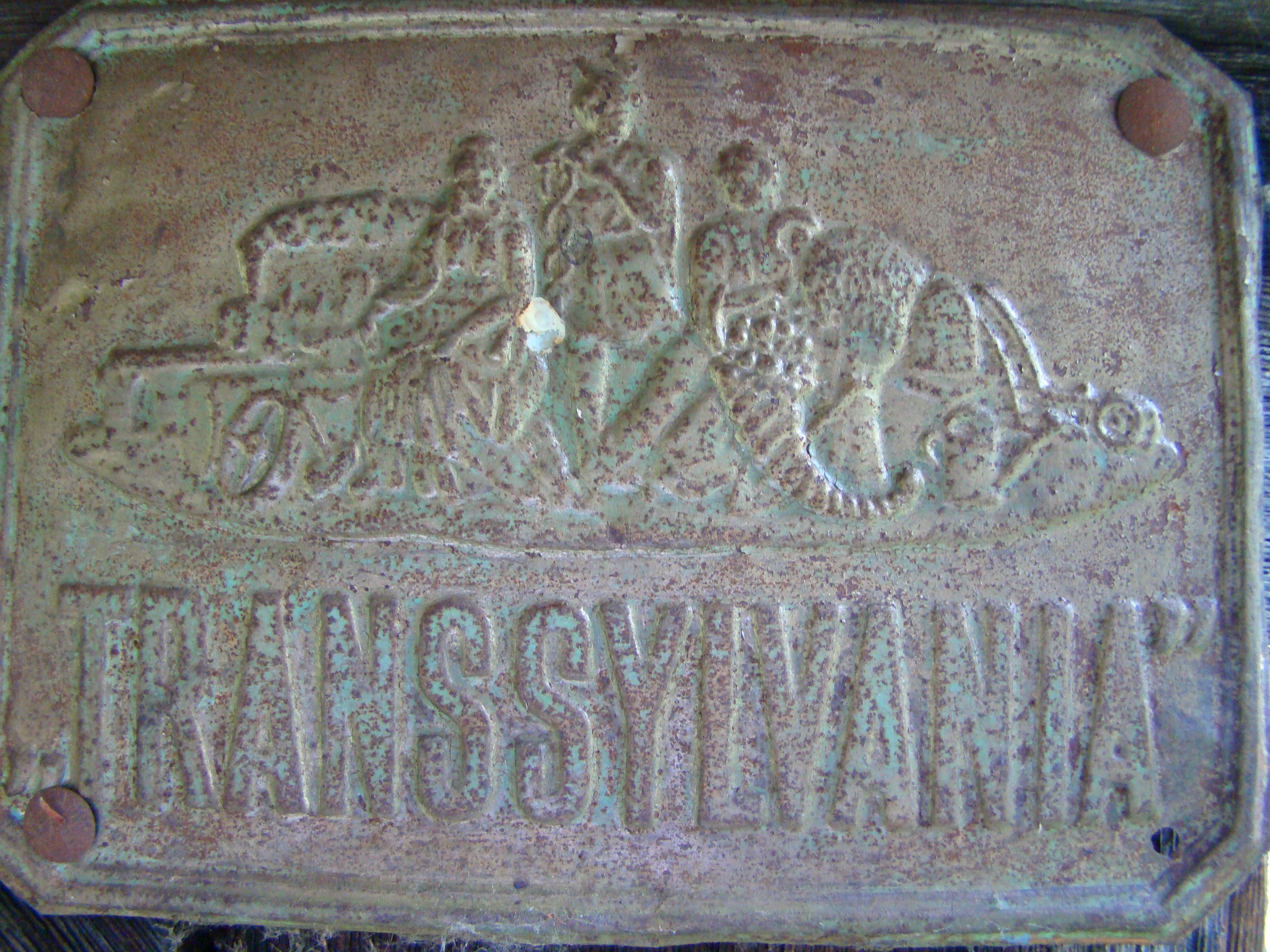